# Miracles à vendre

Miracles à vendre (Miracles for Sale) est un film américain réalisé par Tod Browning, sorti en 1939.

## Synopsis
Michael Morgan, créateur de numéros de magie, traque les imposteurs en la matière. Il rencontre Judy Barclay, marquée par un terrible secret, et le Docteur Sabbatt, un "démonologue". Ce dernier est bientôt assassiné, alors que Judy échappe à une agression… Les suspects pour le meurtre de Sabbatt, retrouvé mort au milieu d'un pentacle magique dessiné sur le sol de son appartement fermé de l'intérieur, sont Dave Duvallo, un roi de l'évasion ; le virtuose des tours de cartes Tauro ; le couple Al et Zelma le Clair qui se produit dans des numéros de transmissions de pensée ; la spirite Madame Rapaport et le colonel Watrous qui cherche à démasquer les charlatans.
Alors que Morgan mène l'enquête, le professeur Tauro est à son tour assassiné et son corps est retrouvé également au centre d'un pentacle. Mais le médecin légiste établit que Tauro est mort bien avant que Sabbatt ne soit tué chez lui. Sceptique, Morgan est confronté à sa propre rationalité.

## Fiche technique
- Titre : Miracles à vendre
- Titre français : Miracles for Sale
- Réalisateur : Tod Browning
- Scénario : Harry Ruskin, Marion Parsonnet et James Edward Grant, d'après le roman Death from a Top Hat de Clayton Rawson
- Directeurs de la photographie : Charles Lawton Jr. (crédité Charles Lawton) et Alfred Gilks (non crédité)
- Musique : William Axt (non crédité)
- Direction artistique : Cedric Gibbons et Gabriel Scognamillo
- Décors de plateau : Edwin B. Willis
- Costumes : Dolly Tree
- Montage : Fredrick Y. Smith
- Producteur (non crédité) : J.J. Cohn, pour la Metro-Goldwyn-Mayer
- Genre : Film criminel
- Format : Noir et blanc
- Durée : 68 minutes
- Date de sortie :
  - États-Unis : 14 août 1939

## Distribution
- Robert Young : Michael Morgan
- Florence Rice : Judy Barclay
- Frank Craven : Dad Morgan
- Henry Hull : Dave Duvallo
- Lee Bowman : La Claire
- Cliff Clark : L'Inspecteur Gavigan
- Astrid Allwyn : Zelma La Claire
- Walter Kingsford : Le Colonel Watrous
- Frederic Worlock : Le Dr Sabbatt
- Gloria Holden : Mme Rapport
- William Demarest : Quinn
- Harold Minjir : Tauro
- John Piccori : Le Colonel
- E. Allyn Warren : Le Dr Hendricks
- Paul Sutton : Le Capitaine R.Z. Storm
- Charles Lane : L'employé de l'hôtel
- Margaret Bert : Mary
- Armand Kaliz : François
- Larry Steers : Patron de nightclub
- William Bailey : Spectateur au théâtre

## Critique
Au moment d'une diffusion télévisée en 1988, Patrick Brion écrivait dans Télérama, sous le pseudonyme d'André Moreau :
"C'est avec ce film, demeuré inédit en France, que s'est achevée la stupéfiante carrière de Tod Browning. Dracula y côtoie La Monstrueuse Parade, Les Poupées du diable et L'Inconnu, mêlant le bizarre au grotesque, l'horreur à la poésie, le fantastique à l'étrange. Sans posséder la beauté fulgurante des films majeurs de Browning, Miracles for Sale poursuit le propos de La Marque du Vampire et s'interroge sur les rapports entre la réalité et l'illusion, la magie et les artifices, la vérité et le mensonge. Dès le début - une scène étonnante ! -, Browning entraîne le spectateur dans un dédale de fausses pistes, d'indices ambigus et de personnages déroutants. Dans cet univers, tout semble à la fois possible et totalement illusoire. Le cinéaste, renonçant aux thèmes tragiques de ses plus beaux films, témoigne d'une véritable ironie tout au long de cette intrigue criminelle, quasiment impossible à démêler avant le coup de théâtre final. Une curiosité !"